# گوآ (داغستان)
گوآ (به لاتین: Goa) یک منطقهٔ مسکونی در روسیه است که در شهرستان آگولسکی واقع شده‌است.